# Murry Wilson
Murry Wilson (2. července 1917 – 4. června 1973) byl americký hudebník. Byl prvním manažerem skupiny The Beach Boys, kterou založili jeho synové Brian, Carl a Dennis. Funkci manažera kapely opustil v roce 1964. Téhož roku se stal manažerem skupiny The Sunrays. V roce 1967 vydal své vlastní album nazvané The Many Moods of Murry Wilson. Zemřel na infarkt myokardu ve věku 55 let. Ve filmu Love & Mercy z roku 2014 jej ztvárnil Bill Camp.